# Акторський склад телесеріалу «Загублені»
Детальніші відомості про персонажів ви можете знайти в статті  Список персонажів телесеріалу «Загублені».
Це список акторського складу телесеріалу «Загублені» (2004—2010).

## У ролях
| Основний персонаж        | Означає, що актор грав основного персонажа в сезоні.                                                                         |
| Лише в епізоді «The End» | Означає, що актор грав основного персонажа лише в серії «The End».                                                           |
| Періодичний персонаж     | Означає, що актор грав періодичного персонажа.                                                                               |
| Запрошена зірка          | Означає, що актор з'явився в одному епізоді протягом сезону, або у кількох епізодах як спеціально запрошений зірковий гість. |
| Архів                    | Означає, що актор з'явився лише в архівних матеріалах.                                                                       |
|                          | Означає, що актор не з'являвся упродовж сезону.                                                                              |

| Актор                    | Персонаж                 | Сезон                | Сезон                | Сезон                 | Сезон                | Сезон                | Сезон                    |
| Актор                    | Персонаж                 | Сезон 1 (2004—2005)  | Сезон 2 (2005—2006)  | Сезон 3 (2006—2007)   | Сезон 4 (2008)       | Сезон 5 (2009)       | Сезон 6 (2010)           |
| ------------------------ | ------------------------ | -------------------- | -------------------- | --------------------- | -------------------- | -------------------- | ------------------------ |
| Основні персонажі        |                          |                      |                      |                       |                      |                      |                          |
| Невін Ендрюс             | Саїд Джарра              | Основний персонаж    | Основний персонаж    | Основний персонаж     | Основний персонаж    | Основний персонаж    | Основний персонаж        |
| Емілі де Рейвін          | Клер Літтлтон            | Основний персонаж    | Основний персонаж    | Основний персонаж     | Основний персонаж    | Архів                | Основний персонаж        |
| Метью Фокс               | Джек Шепард              | Основний персонаж    | Основний персонаж    | Основний персонаж     | Основний персонаж    | Основний персонаж    | Основний персонаж        |
| Хорхе Гарсія             | Х'юго «Херлі» Реєс       | Основний персонаж    | Основний персонаж    | Основний персонаж     | Основний персонаж    | Основний персонаж    | Основний персонаж        |
| Меггі Грейс              | Шеннон Разерфорд         | Основний персонаж    | Основний персонаж    | Спеціальний гість     |                      |                      | Лише в епізоді «The End» |
| Джош Голловей            | Джеймс «Соєр» Форд       | Основний персонаж    | Основний персонаж    | Основний персонаж     | Основний персонаж    | Основний персонаж    | Основний персонаж        |
| Малькольм Девід Келлі    | Волтер Ллойд             | Основний персонаж    | Періодичний персонаж | Спеціальний гість     | Періодичний персонаж | Запрошена зірка      | Запрошена зірка          |
| Деніел Де Кім            | Джин Су Квон             | Основний персонаж    | Основний персонаж    | Основний персонаж     | Основний персонаж    | Основний персонаж    | Основний персонаж        |
| Юнджин Кім               | Сан Хва Квон             | Основний персонаж    | Основний персонаж    | Основний персонаж     | Основний персонаж    | Основний персонаж    | Основний персонаж        |
| Еванджелін Ліллі         | Кейт Остін               | Основний персонаж    | Основний персонаж    | Основний персонаж     | Основний персонаж    | Основний персонаж    | Основний персонаж        |
| Домінік Монаган          | Чарлі Пейс               | Основний персонаж    | Основний персонаж    | Основний персонаж     | Запрошена зірка      |                      | Лише в епізоді «The End» |
| Террі О'Квінн            | Джон Локк                | Основний персонаж    | Основний персонаж    | Основний персонаж     | Основний персонаж    | Основний персонаж    | Основний персонаж        |
| Гарольд Перріно          | Майкл Доусон             | Основний персонаж    | Основний персонаж    |                       | Основний персонаж    |                      | Запрошена зірка          |
| Єн Сомерхолдер           | Бун Карлайл              | Основний персонаж    | Спеціальний гість    | Спеціальний гість     |                      |                      | Лише в епізоді «The End» |
| Мішель Родрігес          | Ана-Люсія Кортес         | Запрошена зірка      | Основний персонаж    |                       |                      | Спеціальний гість    | Запрошена зірка          |
| Адевале Акінуойє-Агбадже | Містер Еко               |                      | Основний персонаж    | Основний персонаж     |                      |                      |                          |
| Синтія Вотрос            | Елізабет Сміт            |                      | Основний персонаж    |                       | Запрошена зірка      |                      | Лише в епізоді «The End» |
| Генрі Єн К'юсик          | Дезмонд Г'юм             |                      | Періодичний персонаж | Основний персонаж     | Основний персонаж    | Основний персонаж    | Основний персонаж        |
| Майкл Емерсон            | Бенджамін Лайнус         |                      | Періодичний персонаж | Основний персонаж     | Основний персонаж    | Основний персонаж    | Основний персонаж        |
| Елізабет Мітчелл         | Джульєт Берк             |                      |                      | Основний персонаж     | Основний персонаж    | Основний персонаж    | Лише в епізоді «The End» |
| Кіле Санчес              | Ніккі Фернандес          |                      |                      | Основний персонаж     | Архів                |                      |                          |
| Родріго Санторо          | Пауло Фернандес          |                      |                      | Основний персонаж     |                      |                      |                          |
| Нестор Карбонелл         | Річард Олперт            |                      |                      | Періодичний персонаж  | Періодичний персонаж | Періодичний персонаж | Основний персонаж        |
| Джеремі Давіс            | Деніел Фарадей           |                      |                      |                       | Основний персонаж    | Основний персонаж    | Лише в епізоді «The End» |
| Кен Люн                  | Майлз Штром              |                      |                      |                       | Основний персонаж    | Основний персонаж    | Основний персонаж        |
| Ребекка Мейдер           | Шарлотта Льюїс           |                      |                      |                       | Основний персонаж    | Основний персонаж    | Лише в епізоді «The End» |
| Джефф Фейгі              | Френк Лапідус            |                      |                      |                       | Періодичний персонаж | Періодичний персонаж | Основний персонаж        |
| Зулейха Робінсон         | Ілана Верданська         |                      |                      |                       |                      | Періодичний персонаж | Основний персонаж        |
| Актор                    | Персонаж                 | Сезон                | Сезон                | Сезон                 | Сезон                | Сезон                | Сезон                    |
| Актор                    | Персонаж                 | Сезон 1 (2004—2005)  | Сезон 2 (2005—2006)  | Сезон 3 (2006—2007)   | Сезон 4 (2008)       | Сезон 5 (2009)       | Сезон 6 (2010)           |
| Періодичні персонажі     |                          |                      |                      |                       |                      |                      |                          |
| Мішель Артур             | Мішель                   | Періодичний персонаж |                      |                       |                      |                      |                          |
| Вільям Бланште           | Аарон Літтлетон          | Періодичний персонаж | Періодичний персонаж | Періодичний персонаж  | Періодичний персонаж | Періодичний персонаж | Періодичний персонаж     |
| Рон Боттітта             | Леонард Сімс             | Запрошена зірка      | Запрошена зірка      |                       |                      |                      |                          |
| Джулі Бовен              | Сара Шепард              | Запрошена зірка      | Періодичний персонаж | Періодичний персонаж  |                      |                      |                          |
| Венді Браун              | Гіна                     | Періодичний персонаж |                      |                       |                      |                      |                          |
| Бет Бродерік             | Діана Янссен             | Запрошена зірка      | Періодичний персонаж | Запрошена зірка       | Запрошена зірка      |                      |                          |
| Л. Скотт Колдвел         | Роуз Недлер              | Періодичний персонаж | Періодичний персонаж | Періодичний персонаж  | Періодичний персонаж | Періодичний персонаж | Лише в епізоді «The End» |
| Байрон Чун               | Ву Юнг Пейк              | Запрошена зірка      |                      | Періодичний персонаж  | Запрошена зірка      |                      |                          |
| Джон Діксон              | ДжейДі                   | Періодичний персонаж |                      |                       |                      |                      |                          |
| Міра Фурлан              | Даніель Руссо            | Періодичний персонаж | Періодичний персонаж | Періодичний персонаж  | Періодичний персонаж | Періодичний персонаж | Запрошена зірка          |
| Роберт Фредерік          | Джефф                    | Періодичний персонаж |                      |                       |                      |                      |                          |
| Андреа Гебріель          | Надя Джазим              | Запрошена зірка      | Запрошена зірка      | Запрошена зірка       | Періодичний персонаж | Запрошена зірка      | Періодичний персонаж     |
| Біллі Рей Галліон        | Ренді Нейшнс             | Запрошена зірка      | Запрошена зірка      | Запрошена зірка       | Запрошена зірка      |                      | Запрошена зірка          |
| М. К. Гейні              | Том Френдлі              | Запрошена зірка      | Періодичний персонаж | Періодичний персонаж  | Періодичний персонаж |                      |                          |
| Грег Грюнберг            | Сет Норріс               | Запрошена зірка      |                      |                       |                      |                      | Запрошена зірка          |
| Вероніка Гамель          | Марго Шепард             | Запрошена зірка      |                      |                       | Запрошена зірка      |                      | Запрошена зірка          |
| Ніл Гопкінс              | Ліам Пейс                | Запрошена зірка      | Запрошена зірка      | Запрошена зірка       |                      |                      | Періодичний персонаж     |
| Лілліян Герст            | Кармен Реєс              | Запрошена зірка      | Запрошена зірка      | Запрошена зірка       | Запрошена зірка      | Запрошена зірка      | Запрошена зірка          |
| Нік Джеймсон             | Річард Малкін            | Запрошена зірка      | Запрошена зірка      |                       |                      |                      |                          |
| Кімберлі Джозеф          | Сінді Чендлер            | Періодичний персонаж | Періодичний персонаж | Періодичний персонаж  |                      |                      | Періодичний персонаж     |
| Фредрік Лене             | Едвард Марс              | Періодичний персонаж | Запрошена зірка      | Періодичний персонаж  |                      |                      | Періодичний персонаж     |
| Вільям Мейпотер          | Ітан Ром                 | Періодичний персонаж | Запрошена зірка      | Періодичний персонаж  |                      | Запрошена зірка      | Запрошена зірка          |
| Джулі Оу                 | Нурсе                    | Запрошена зірка      |                      | Запрошена зірка       |                      |                      |                          |
| Бріттані Перріно         | Мері Джо                 | Періодичний персонаж | Запрошена зірка      |                       |                      |                      |                          |
| Марк Рушед               | поліцейський в аеропорті | Періодичний персонаж |                      |                       |                      |                      |                          |
| Джон Шін                 | Містер Квон              | Запрошена зірка      |                      | Запрошена зірка       |                      |                      |                          |
| Мелінда Соерджоко        | Chrissy                  | Періодичний персонаж | Запрошена зірка      |                       |                      |                      |                          |
| Тамара Тейлор            | Сюзан Ллойд              | Запрошена зірка      | Запрошена зірка      |                       |                      |                      |                          |
| Джон Террі               | Крістіан Шепард          | Періодичний персонаж | Періодичний персонаж | Періодичний персонаж  | Періодичний персонаж | Періодичний персонаж | Лише в епізоді «The End» |
| Кевін Тіге               | Ентоні Купер             | Запрошена зірка      | Періодичний персонаж | Періодичний персонаж  |                      |                      | Запрошена зірка          |
| Сем Андерсон             | Бернард Недлер           |                      | Періодичний персонаж | Періодичний персонаж  | Періодичний персонаж | Періодичний персонаж | Лише в епізоді «The End» |
| Майкл Бовен              | Денні Пікетт             |                      | Періодичний персонаж | Періодичний персонаж  |                      |                      |                          |
| Кленсі Браун             | Келвін Інмен             |                      | Періодичний персонаж |                       |                      |                      |                          |
| Франсуа Шо               | П'єрр Чан                |                      | Періодичний персонаж | Періодичний персонаж  | Запрошена зірка      | Періодичний персонаж | Лише в епізоді «The End» |
| Майкл Кадлітц            | Майк Волтон              |                      | Запрошена зірка      |                       | Запрошена зірка      |                      |                          |
| Бретт Каллен             | Гудвін Стенгоп           |                      | Запрошена зірка      | Періодичний персонаж' | Запрошена зірка      |                      |                          |
| Алан Дейл                | Чарльз Відмор            |                      | Запрошена зірка      | Запрошена зірка       | Періодичний персонаж | Періодичний персонаж | Періодичний персонаж     |
| Брюс Девісон             | Дуглас Брукс             |                      | Запрошена зірка      |                       |                      |                      | Запрошена зірка          |
| Кім Діккенс              | Кессіді Філліпс          |                      | Запрошена зірка      | Періодичний персонаж  |                      | Запрошена зірка      |                          |
| Девід Елі                | інтерн                   |                      | Періодичний персонаж |                       |                      |                      |                          |
| Габріль Фіцпатрік        | Ліндсі Літтлентон        |                      | Запрошена зірка      | Запрошена зірка       |                      |                      |                          |
| Дустін Гейгер            | Меттгев                  |                      | Періодичний персонаж | Періодичний персонаж  |                      |                      |                          |
| Ліндсі Гінтер            | Сем Аустен               |                      | Періодичний персонаж |                       |                      |                      |                          |
| Ейпріл Грейс             | Брам                     |                      |                      |                       |                      | Періодичний персонаж | Запрошена зірка          |
| Мая Генссенс             | Шарлотта Левіс           |                      |                      |                       |                      | Періодичний персонаж |                          |
| Том Ірвін                | Ден Нортон               |                      |                      |                       |                      | Періодичний персонаж |                          |
| Леслі Ісії               | Лара Чан                 |                      |                      |                       |                      | Періодичний персонаж |                          |
| Ерік Ланге               | Стюарт Радзинський       |                      |                      |                       |                      | Періодичний персонаж |                          |
| Девід Лі                 | Чарлі Відмур             |                      |                      |                       |                      | Періодичний персонаж |                          |
| Свен Ліндстром           | член екіпажу             |                      |                      |                       |                      | Періодичний персонаж |                          |
| Вільям Макозак           | капітан Бірд             |                      |                      |                       |                      | Періодичний персонаж |                          |
| Мері Мара                | Джил                     |                      |                      |                       |                      | Періодичний персонаж |                          |
| Моллі Макгіверн          | Розі                     |                      |                      |                       |                      | Періодичний персонаж |                          |
| Марч Менар               | Монтенд                  |                      |                      |                       |                      | Періодичний персонаж |                          |
| Марк Пеллегріно          | Джейкоб                  |                      |                      |                       |                      | Періодичний персонаж | Періодичний персонаж     |
| Себастьян Зігель         | Ерік                     |                      |                      |                       |                      | Періодичний персонаж |                          |
| Саїд Тагмауї             | Цезар                    |                      |                      |                       |                      | Періодичний персонаж |                          |
| Тітус Веллівер           | людина у чорному         |                      |                      |                       |                      | Періодичний персонаж | Періодичний персонаж     |
| Шон Вейлен               | Ніл «Фрогурт»            |                      |                      |                       |                      | Періодичний персонаж | Періодичний персонаж     |
| Дайо Аде                 | Джастін                  |                      |                      |                       |                      |                      | Періодичний персонаж     |
| Стів Боатрайт            | Майк                     |                      |                      |                       |                      |                      | Періодичний персонаж     |
| Джон Гокс                | Леннон                   |                      |                      |                       |                      |                      | Періодичний персонаж     |
| Фредерік Кеглер          | Сімус                    |                      |                      |                       |                      |                      | Періодичний персонаж     |
| Шейла Келлі              | Зоя                      |                      |                      |                       |                      |                      | Періодичний персонаж     |
| Девід Г. Лоуренс XVII    | водій таксі              |                      |                      |                       |                      |                      | Періодичний персонаж     |
| Ділан Мінетт             | Девід Шепард             |                      |                      |                       |                      |                      | Періодичний персонаж     |
| Хіроюкі Санада           | Доген                    |                      |                      |                       |                      |                      | Періодичний персонаж     |